# Tisljár Roland
Tisljár Roland (Szolnok, 1976. november 13.) pszichológus, oktató, kutató a Debreceni Egyetem Általános Orvostudományi Kar, Magatartástudományi Intézetének egyetemi adjunktusa.

## Oktatási területei
Evolúciós pszichológia, általános lélektan, kutatásmódszertan, orvosi kommunikáció, orvosi pszichológia, egészségpszichológia

## Kutatási területei
A humor evolúciós meghatározói; A párválasztást meghatározó evolúciós mechanizmusok; Evoluciós pszichopatológia.

## Életútja
A Széchenyi István Általános Iskolába járt Kunszentmártonban, majd az Erdei Ferenc Kereskedelmi és Közgazdasági Szakközépiskolában érettségizett (1995) Makón. Felsőfokú tanulmányokat a JATE Bölcsészettudományi Karán folytatott, ahol történelem szakos középiskolai tanári oklevelet és pszichológus diplomát szerzett (2003). Munkahelye: SZTE Pszichológiai Intézet. A Pécsi Tudományegyetem Kognitív és Evolúciós Pszichológiai Doktori programjában vett részt, továbbiakban a Bereczkei Tamás vezette Evolúciós Kutató Csoport munkájában.
Doktori értekezésének címe: A humor szerepe és szerveződése a társas kapcsolatokban. Evolúciós modellek tesztelése. (Témavezető: Prof. Dr. Bereczkei Tamás). PhD disszertációját 2011. május 10-én védte meg Pécsett.
Szegedről Debrecenbe távozott, 2012 szeptember 1-je óta a Debreceni Egyetem Általános Orvostudományi Kar, Magatartástudományi Intézetének egyetemi adjunktusa.

## Tudományos közleményeiből
- TISLJAR, R. and Bereczkei, T. (2005). An Evolutionary Interpretation of Humor and Laughter. Journal of Cultural and Evolutionary Psychology, 3-4, pp. 301–309.
- TISLJAR Roland (2009). Ezerarcú humor. Magyar Tudomány, 170/4:502-504.
- TISLJAR, R. & Komjáthy, L. (2010) A humorpreferencia nemi, személyiségbeli és testalkati összefüggései. Magyar Pszichológiai Szemle 65 (1) 147-161.
- TISLJAR, R. (2010) Megismerés, gondolkodás, érzelmek. in Bereczkei, T. & Paál, T. (eds) A lélek eredete. Bevezetés az evolúciós pszichológiába. Budapest: Gondolat Kiadó
- Az evolúció árnyoldala. A lelki betegségek és az alternatív szexualitás darwini elemzése; szerk. Gyuris Petra, Meskó Norbert, Tisljár Roland; Akadémiai, Bp., 2014

## Társasági tagság
- Magyar Pszichológiai Társaság
- Magyar Pszichiátriai Társaság
- European Human Behavior and Evolution Association[3] (EHBEA)